# 史上最強の大魔王、村人Aに転生する
『史上最強の大魔王、村人Aに転生する』（しじょうさいきょうのだいまおう むらびとエーにてんせいする）は、下等妙人による日本のライトノベル。Web版は小説家になろうにて2017年8月から2022年5月20日まで連載され、書籍版は富士見ファンタジア文庫（KADOKAWA）より2018年5月から2022年5月にかけて刊行された。イラストは水野早桜が担当した。2022年5月時点で電子版を含めたシリーズ累計発行部数は100万部を突破している。
メディアミックスとして、こぼたみすほによるコミカライズ版が『月刊ビッグガンガン』（スクウェア・エニックス）にて2019年から2022年まで連載された。2022年にはテレビアニメが放送された。

## あらすじ
孤独に耐えかねた魔王ヴァルヴァトスは、平凡な生活を求め、遠い未来の世界で普通の村人アード・メテオールに転生する。やがて15歳になったアードは、転生後の友人であるエルフの少女イリーナ・リッツ・ド・オールハイドとともに王都の魔法学園に入学する。その矢先に、アードはいじめられていたサキュバスの少女ジニー・フィン・ド・サルヴァンを助けるためのエラルドとの決闘をする。
ところが自身の想定を裏切って圧勝、自分が転生したのは古代世界における平均な強さを持つ村人であり、魔法文明が衰退した現代においてはその平均的な強さも低減したことで、普通とは遠い規格外の実力であることを知ると同時に、それを知らないまま魔法学園に入学したことで、普通の青春ではない日々を送ることになる。

## 登場人物
声の項はドラマCD版 / テレビアニメ版の声優の順。
アード・メテオール
声 - 逢坂良太 / 深町寿成、高橋李依（少年時代）
本作の主人公。正体は神話の魔王ヴァルヴァトスで、孤独に耐えかねたために平凡な生活を求め、数千年後に平均的な村人として転生し現在に至る。しかしそれは古代文明における平均値であったため、転生前の時代で一般的だった魔法技術も扱えない魔法文明が衰退した現代においては規格外の力を持つことになった。アードの両親は英雄と呼ばれるほどの存在であったため、魔法学園の周囲からはその資質を引きついだものと認識されている。
ヴァルヴァトスの時代から、相手を解析し、理解する、その上で相手を支配することを真髄としていたため、それまでに蓄積していた知識と経験には敬意を払っている。
イリーナ・リッツ・ド・オールハイド
声 - 戸松遥 / 丸岡和佳奈
本作のヒロイン。エルフの少女。活発な性格で、転生したアードにとっては初めての友人。父親はアードの両親とともに英雄と呼ばれた存在。アードが女性にモテることを面白くないと思ってる。
ジニー・フィン・ド・サルヴァン
声 - 大坪由佳 / 羊宮妃那
サキュバスの少女。エラルドの家の従者で、過去からひどいいじめを受けていたため臆病になっている。種族的に魔力に優れるものの、過去の仕打ちからその資質に自信を持てずにいた。学園で出会ったアードとイリーナと友達になり、アードの導きで臆病な面を克服するに至る。自信を持つようにもなり、サキュバスらしくアードに迫るようにもなる。
シルフィー・メルヘヴン
声 - 佐倉綾音 / 大橋彩香
激動の勇者の異名で知られた少女。数千年の時を経て現代に現れた。
オリヴィア・ヴェル・ヴァイン
声 - 井上麻里奈 / 園崎未恵
魔法学園の特別講師で、元魔王軍四天王の1人。アードとエラルドの決闘の際の調停人を引き受けたが、その際アードが知らないまま見せた現代では失われたとされる魔法を行使したことで、その正体を疑っている。アードを本人の許可なく武闘大会にエントリーするなど勝手な一面もある。
ヴァルヴァトス
声 - 天﨑滉平
アードの転生前の姿にして神話に名を刻む最強の魔王。その強さゆえに孤独を極め転生することを決意する。アードが過去に来たことで対面することとなる。そしてアードにある提案を持ちかける。
リディア・ビギンズゲート
声 - 甲斐田ゆき
勇者と呼ばれる大英雄。かつてヴァルヴァトスと対等に肩を並べて戦った。
ヴェーダ・アル・ハザード
声 - 小倉唯
魔王軍・四天王の一人にして天才魔法学者。その探究心の高さは周囲からマッドサイエンティストと恐れられている。研究で爆発させた建物を元通りにすることができる。
アルヴァート・エグゼクス
声 - 子安武人
魔王軍・四天王の一人。四天王最強を誇る戦闘狂。主人である魔王ヴァルヴァトスに並々ならぬ執着を見せる。
ライザー・ベルフェニックス
声 - 三宅健太
魔王軍・四天王の一人。歴戦の古強者たる老将。高い理想を持ち、大規模魔法の腕は四天王随一。堅牢な守備で軍勢を導く。
ヴァイス
声 - 岸尾だいすけ
英雄男爵。イリーナの父。
ジャック
声 - 野瀬育二
大魔導士。アードの父。
カーラ
声 - 渡辺弥咲
アードの母。
ゴルド
声 - 鈴木琢磨
学園長。アードを買っており、行事の参加を頼むこともある。
エラルド
声 - 柿原徹也
貴族の息子。ジニーをいじめていた。
ジェシカ
声 - ゆかな
学園の講師。
エルザード
声 - ゆかな
狂龍王。イリーナを生贄にすることを考えている。
ディザスター・ローグ
声 - 深町寿成
魔王。未来のアード・メテオール。

## 既刊一覧

### 小説
- 下等妙人（著）・水野早桜（イラスト）、KADOKAWA〈富士見ファンタジア文庫〉、全11巻
  - 『史上最強の大魔王、村人Aに転生する 1.神話殺しの優等生』2018年5月20日初版発行（5月19日発売[18]）、ISBN 978-4-04-072682-3
  - 『史上最強の大魔王、村人Aに転生する 2.激動の勇者』2018年7月20日初版発行（同日発売[19]）、ISBN 978-4-04-072690-8
  - 『史上最強の大魔王、村人Aに転生する 3.大英雄のカタストロフィ』2018年11月20日初版発行（同日発売[20]）、ISBN 978-4-04-072965-7
  - 『史上最強の大魔王、村人Aに転生する 4.孤独の神学者』2019年4月20日初版発行（同日発売[21]）、ISBN 978-4-04-072966-4
  - 『史上最強の大魔王、村人Aに転生する 5.教皇洗礼』2019年8月20日初版発行（同日発売[22][23]）、ISBN 978-4-04-073231-2 / ISBN 978-4-04-073230-5（ドラマCD付き限定特装版）
  - 『史上最強の大魔王、村人Aに転生する 6.元・村人A』2020年1月20日初版発行（1月18日発売[24]）、ISBN 978-4-04-073433-0
  - 『史上最強の大魔王、村人Aに転生する異伝 村人Aの華麗なる日々』2020年1月20日初版発行（1月18日発売[25]）、ISBN 978-4-04-073435-4
  - 『史上最強の大魔王、村人Aに転生する 7.外なる神のピエロ』2020年11月20日初版発行（同日発売[26]）、ISBN 978-4-04-073434-7
  - 『史上最強の大魔王、村人Aに転生する 8.女神の覚醒』2021年4月20日初版発行（同日発売[27]）、ISBN 978-4-04-074068-3
  - 『史上最強の大魔王、村人Aに転生する 9.邪神の夢』2022年3月20日初版発行（3月19日発売[28]）、ISBN 978-4-04-074391-2
  - 『史上最強の大魔王、村人Aに転生する 10.大魔王降臨』2022年5月20日初版発行（同日発売[29]）、ISBN 978-4-04-074392-9

### 漫画
- こぼたみすほ（漫画）・下等妙人（原作）・水野早桜（キャラクター原案） 『史上最強の大魔王、村人Aに転生する』 スクウェア・エニックス〈ビッグガンガンコミックス〉、全7巻
  1. 2019年8月9日初版発行（同日発売[30][31]）、ISBN 978-4-7575-6245-5
  2. 2020年2月12日初版発行（同日発売[32]）、ISBN 978-4-7575-6523-4
  3. 2020年8月25日初版発行（同日発売[33]）、ISBN 978-4-7575-6815-0
  4. 2021年2月25日初版発行（同日発売[34]）、ISBN 978-4-7575-7117-4
  5. 2021年9月25日初版発行（同日発売[35]）、ISBN 978-4-7575-7492-2
  6. 2022年3月25日初版発行（同日発売[36]）、ISBN 978-4-7575-7844-9
  7. 2022年9月24日初版発行（同日発売[37]）、ISBN 978-4-7575-8164-7

## テレビアニメ
2021年3月にアニメ化企画進行中であることが発表され、2022年4月から6月までAT-Xほかにて放送された。

### スタッフ
- 原作 - 下等妙人[5]
- 原作イラスト - 水野早桜[5]
- 監督 - 湊未來[5]
- 助監督 - 伊部勇志[7]
- シリーズ構成 - 横手美智子[7]
- キャラクターデザイン - 野口孝行[5]
- サブキャラクターデザイン - 渡辺義弘[7]
- デザインワークス - 新谷真昼[7]、雅彩アズサ[7]
- 美術監督 - 吉山裕也[7]
- 美術設定 - 吉川洋史[7]
- 色彩設計 - のぼりはるこ[7]
- 撮影監督 - 佐藤敦[7]
- 3Dディレクター - 遠藤誠[7]
- 編集 - 近藤勇二[7]
- 音響監督 - 小沼則義[7]
- 音楽 - 中塚武[7]
- 音楽制作 - ランティス[7]
- 音楽プロデューサー - 重松暖[40]
- プロデューサー - 倉兼千晶[40]、香山貴亮[40]、岡崎秀宇[40]、柴山智歩[40]、吉江輝成[40]、黒須信彦[40]、尾形光広[40]、丸山創[40]、深谷成輝[40]
- アニメーションプロデューサー - 金子逸人[40]、𠮷田昇央[40]
- アニメーション制作 - SILVER LINK.、BLADE[5]
- 製作 - 村人A製作委員会[5]

### 主題歌
「Be My Friend!!!」
大橋彩香によるオープニングテーマ。作詞はKanata Okajima、作曲はMEGとKanata Okajima、編曲はMEG。
「reincarnation」
ChouChoによるエンディングテーマ。作詞・作曲はChouCho、編曲は村山☆潤。

### 各話リスト
| 話数 | サブタイトル       | 脚本       | 絵コンテ              | 演出                | 作画監督 | 総作画監督                                       | 初放送日      |
| ---- | ------------------ | ---------- | --------------------- | ------------------- | --- | ------------------------------------------------ | ------------- |
| #1   | 村人A              | 横手美智子 | 芝久保                | 湊未來              | 古谷梨絵 鈴木FALCO 武本大樹 直木祥子 長田雄樹 船越麻友美 STUDIO MASSKET                                                                    | 野口孝行 反町司 小澤円 STUDIO MASSKET            | 2022年 4月6日 |
| #2   | 規格外             | 横手美智子 | 沖田宮奈              | 曽根利幸            | 崎山知明 小澤和則 垣内郁美 中澤勇一 永田正美                                                                                               | 野口孝行 反町司 早乙女啓 STUDIO MASSKET          | 4月13日       |
| #3   | 魔王劇場           | 横手美智子 | 二瓶勇一              | 福多潤              | 井中麻仁 松田萌 元豪燦 小牧容子 松井京介 服部憲知 井本美香 24FPS Studio EverGreen                                                          | 野口孝行 反町司 正金寺直子 小澤円 STUDIO MASSKET | 4月20日       |
| #4   | 決闘               | 横手美智子 | 芝久保                | 大内大和 中津川孝弘 | 永田正美 持丸彰親 松田萌 小牧容子 宇都木勇 まつもとひろし 若林晶 寿夢龍 舘崎大 髙野菜央 金正男 中津川孝弘 北島勇樹 飯塚葉子 STUDIO MASSKET | 野口孝行 反町司 正金寺直子 小澤円 STUDIO MASSKET | 4月27日       |
| #5   | 孤独なりし王の物語 | 下山健人   | アミノテツロ 伊藤浩二 | 大内大和 湊未來     | 本田敬一 浪上悠里 崎山知明 | 野口孝行 反町司 小澤円                           | 5月4日        |
| #6   | 激動の勇者         | 横手美智子 | 沖田宮奈              | 鈴木真彦            | 垣内郁美 𠮷田肇 崎山知明 小澤和則 正金寺直子 工藤利春 明光 STUDIO MASSKET                                                                  | 正金寺直子 宮かなえ 吉野万智                     | 5月11日       |
| #7   | 白熱の祭典         | 待田堂子   | 二瓶勇一              | 平田政宗            | 上野卓志 金正男 木村拓馬 鈴木FALCO 服部憲知 林夏菜 山下詩織 若林晶 STUDIO MASSKET                                                          | 野口孝行 宮かなえ 反町司                         | 5月18日       |
| #8   | 仮面は嗤う         | 待田堂子   | 芝久保                | 大内大和            | 原口渉 大槻南雄 川口弘明 松井京介 前嶋弘史 飯塚葉子 SPRINGRIVER 24FPS STUDIO EverGreen                                                     | 野口孝行 宮かなえ 反町司 小澤円                  | 5月25日       |
| #9   | 神曰く             | 下山健人   | 江島泰男              | 江島泰男            | 宮かなえ 鎌倉宏也 田仲マイケル 斉藤和也 池田竜也 洪範錫 吉田肇 青木真理子 川本由記子 河村涼子 永田正美                                     | 野口孝行 宮かなえ 反町司 小澤円                  | 6月1日        |
| #10  | 古の戦場へ         | 下山健人   | 吉川浩司 竹内光       | 鈴木真彦            | 能地清 吉田肇 洪範錫 青木真理子 塩澤枢 小澤和則                                                                                            | 野口孝行 反町司 宮かなえ                         | 6月8日        |
| #11  | 覚悟ある者         | 横手美智子 | 米田紘                | 中津川孝弘          | 川口弘明 工藤公聖 まつもとひろし 服部憲知 若林晶 前嶋弘史 櫻井拓郎 金正男 中津川孝広 佐藤桂 STUDIO CL                                      | 野口孝行 反町司 宮かなえ                         | 6月15日       |
| #12  | 決意の先に         | 下山健人   | 沖田宮奈 伊藤浩二     | 伊部勇志            | 浪上悠里 CJT BigOwl | 野口孝行 反町司                                  | 6月22日       |

### 放送局
| 放送期間               | 放送時間                     | 放送局     | 対象地域 | 備考                                            |
| ---------------------- | ---------------------------- | ---------- | -------- | ----------------------------------------------- |
| 2022年4月6日 - 6月22日 | 水曜 21:00 - 21:30           | AT-X       | 日本全域 | 製作参加 / CS放送 / 字幕放送 / リピート放送あり |
|                        | 水曜 23:30 - 木曜 0:00       | TOKYO MX   | 東京都   |                                                 |
| 2022年4月7日 - 6月23日 | 木曜 0:00 - 0:30（水曜深夜） | BS日テレ   | 日本全域 | 製作参加 / BS放送 / 『アニメにむちゅ〜』枠      |
|                        | 木曜 0:30 - 1:00（水曜深夜） | KBS京都    | 京都府   |                                                 |
|                        |                              | サンテレビ | 兵庫県   |                                                 |

| 配信開始日            | 配信時間                     | 配信サイト |
| --------------------- | ---------------------------- | --- |
| 2022年4月6日          | 水曜 22:30 更新              | dアニメストア |
| 2022年4月13日         | 水曜 0:00（火曜深夜） 更新   | ニコニコチャンネル |
|                       | 水曜 0:00 - 0:30（火曜深夜） | ABEMA |
|                       | 水曜 21:30 - 22:00           | ニコニコ生放送 |
| 2022年4月13日以降順次 | 水曜 22:30 以降順次更新      | Amazon Prime Video FOD GYAO! Hulu J:COMオンデマンド Netflix TELASA U-NEXT アニメ放題 auスマートパスプレミアム ひかりTV バンダイチャンネル みるプラス DMM.com HAPPY!動画 Rakuten TV ビデオマーケット |

### BD / DVD
| 巻 | 発売日        | 収録話         | 規格品番  | 規格品番   |
| 巻 | 発売日        | 収録話         | BD        | DVD        |
| -- | ------------- | -------------- | --------- | ---------- |
| 1  | 2022年6月24日 | 第1話 - 第4話  | KAXA-8341 | KABA-11181 |
| 2  | 2022年7月27日 | 第5話 - 第8話  | KAXA-8342 | KABA-11182 |
| 3  | 2022年8月24日 | 第9話 - 第12話 | KAXA-8343 | KABA-11183 |